# Jean-Baptiste Barla
Jean-Baptiste Barla (ur. 3 maja 1817 w Nicei,  zm. 6 listopada 1896 w Nicei) – francuski botanik i mykolog.
Jean-Baptiste Barla był synem i wnukiem zamożnych kupców. Przyrodą interesował się od dzieciństwa. Był uczniem Antoinea Risso. Najpierw zajmował się badaniem flory swojego regionu, później stał się pasjonatem mykologii. Swoje pierwsze dzieło opublikował w 1855 roku. W 1865 r. wraz ze swoim kolegą Jean Baptiste Vérany założył z własnych funduszy Muzeum Historii Naturalnej w Nicei. Zapisał się do Mycological Society of France i regularnie publikował w wydawanym przez to towarzystwo biuletynie. Znaczną część swojego majątku, wraz z Muzeum Historii Naturalnej w Nicei przekazał miastu Nicea. Miasto odwdzięczyło się nazywając jego imieniem ulicę i już nieistniejący most.
W naukowych nazwach opisanych przez niego taksonów dodawane jest jego nazwisko  Barla.

## Wybrane publikacje
1. Tableau comparatif des champignons comestibles et vénéneux de Nice, Nice, Impr. Canis Frères, 1855
2. Les Champignons De La Province De Nice, Nice, Impr. Canis Frères, 1859
3. Liste des champignons nouvellement observés dans le département des Alpes-Maritimes, Sous-Genre I.- Amanita. Bull. Soc. Mycol.France, 1885, 1: 189-194.
4. Liste des champignons nouvellement observés dans le département des Alpes-Maritimes, Bull. Soc. Mycol. France, 1886, 2(3): 112–119.
5. Flore illustrée de Nice et des Alpes-Maritimes. Iconographie des Orchidées, Nice, Caisson et Mignon, 1868